# انتشارات ایران‌بان
نشر ایران‌بان یک ناشر ایرانی است که حوزهٔ تخصصی فعالیتش در زمینهٔ ادبیات و روان‌شناسی کودک و نوجوان است. این ناشر فعالیت خود را از سال ۱۳۸۰ آغاز نموده‌است.
از جمله داستان‌هایی که از نشر ایران‌بان منتشر شده‌است که برای نوجوانان جذاب است، می‌توان به ژانرهای معمایی و فانتزی اشاره کرد.